# Осој (Синешти)
Осој (рум. Osoi) насеље је у Румунији у округу Јаши у општини Синешти. Oпштина се налази на надморској висини од 125 m.

## Становништво
Према подацима из 2002. године у насељу је живело 1100 становника, од којих су сви румунске националности.